# بلوناسيرين
بلوناسيرين، أو لونازين كما يُباع تحت هذا الاسم التجاري، هو أحد مضادات الذهان غير النمطية نسبيًا (التي أقرتها وكالة الأدوية والأجهزة الطبية في يناير 2008)  بواسطة شركة دانيبون سوميتومو في اليابان وكوريا لعلاج مرض الفصام .  ومقارنةً بالعديد من مضادات الذهان الأخرى، يمتسلك بولانسيرين درحة مُعتبرة من التحمل الشخصي، مع قلة الآثار الجانبية مثل أعراض خارج السبيل الهرمي، والإفراط في التهدئة، أو انخفاض ضغط الدم.  وكما هو الحال مع العديد من مضادات الذهان من الجيل الثاني (غير النمطية)، فهو أكثر فعالية بكثير في علاج الأعراض السلبية لمرض الفصام مقارنة بمضادات الذهان من الجيل الأول ( النمطية) مثل هالوبيريدول. 

## الاستخدامات الطبية
يستخدم بولانسيرين لعلاج مرض الفصام في اليابان وكوريا الجنوبية ولكن ليس في الولايات المتحدة. 

## الآثار السلبية
كما هو الحال مع العديد من مضادات الذهان غير النمطية، يمكن للبلاونسيرين أن يثير مخاطر استقلاب القلب. في حين لا تختلف الآثار الجانبية للبلونانسرين - مثل زيادة الوزن، ومستويات الكوليسترول والدهون الثلاثية ، ومستويات الجلوكوز ومستويات الدهون الأخرى - اختلافًا كبيرًا عن مضادات الذهان غير التقليدية الأخرى، يبدو أن خصوصية بلونانسرين تثير آثارًا جانبية أقل اعتدالًا بصفة خاصة. 

## الخصائص الدوائية

### الحركية الدوائية
يُعطى بلوناسيرين 4 ملغ عن طريق الفم مرتان في اليوم أو 8 ملغ مرة واحدة في اليوم، للذكور البالغين ذوو مؤشر كتلة الجسم بين 19-24 كجم / م 2 ووزن جسم يساوي أو يزيد عن 50 كلغ.  يعتمدعمر النصف على الجرعة. يبلغ عمر النصف لجرعة واحدة من 4 للميلوغرام 7.7 3 4.63 ساعة وعمر النصف لجرعة واحدة تبلغ 8 ملغ 11.9 ± 4.3 ساعة.  يمكن أن تعزى زيادة فترة نصف العمر مع الجرعة إلى زيادة التركيز الفردي لكل نقطة زمنية أقل من الحد الأدنى الضروري للتقدير الكمي للجرعة المفردة الأقل. 
لا يعتبر بلوناسيرين مركبًا مشحونًا ولا يوجد به سوى القليل جدًا من القطبية الكيميائية . مساحة السطح القطبي لبلوناسيرين هي 19.7 Å  ومن المسلم به عمومًا أن المركب يحتاج إلى مساحة سطح قطبية أقل من 90 Å لعبور حاجز الدم في الدماغ بحيث يُتوقع أن يكون نافذًا تمامًا إلى الدماغ عند تركيز في البلازما يصل 3.88. 
نظرًا لنفاذية بلونانسرين الجيدة، يكون حجم التوزيع في الجهاز العصبي المركزي أكبر منه في الجهاز العصبي الطرفي على الرغم من أنه أبطأ في الامتصاص في الجهاز العصبي المركزي. 

#### آثار تناول الطعام
يبطئ تناول الطعام من امتصاص البلوناسيرين ويزيد من التوافر الحيوي من الجهاز العصبي الطرفي إلى الجهاز العصبي المركزي.  تعتبر جرعات الصيام الفردية آمنة ويمكن تفسير تأثيرات تناول التغذية من خلال التفاعل بين بلونانسرين وإنزيمات سيتوكروم 3A4 في القناة الهضمية. 